# ملة برفي (بابويي)
ملة برفي (بالفارسية: مله برفی) هي قرية تقع في إيران في قسم بابويي الريفي. يقدر عدد سكانها بـ 167 نسمة بحسب إحصاء 2016.